# Ентоні Тюдор
Ентоні Тюдор (при народженні Вільям Кук; народився 4 квітня 1908 та помер 19 квітня 1987) — англійський балетмейстер, викладач і танцюрист.

## Життя та кар'єра
Ентоні, справжнє ім'я якого Вільям Кук, народився у Лондоні. Чоловік випадково відкрив для себе мистецтво танцю. Перша спроба Тюдора у професійному балеті була у пізньому підлітковому віці, коли він вперше побачив «Балетні руси» Дягілєва. Ентоні був свідком виступів Сержа Ліфара з балету «Дягілєв» у «Аполлоні Мусагете» Баланчина в 1928 році. Пізніше «Балетні руси» познайомили хлопця з Анною Павловою, яка ще більше надихнула його поринути у танці. Тюдор звернувся до Сиріла В. Бомонта, власника магазину балетних книг в районі Чарінг Кросс-Роуд у Лондоні, щоб попросити поради щодо навчання. Ентоні отримав рекомендацію отримувати освіту в Марі Рамбер, колишньої артистки балету Дягілєва, яка викладала метод Чечетті.
Чоловік почав професійно танцювати з Марі Рамбер у 1928 році. Наступного року став генеральним директором балетного клубу жінки. Молодий хореограф у віці двадцять три роки створив для танцюристів Марі Рамбер «Cross Garter'd», потім «Lysistrata», «The Planets» та інші роботи у маленькому театрі Меркурія, ворота Ноттінг-Гілл, крім того дві його найбільш революційні праці, Jardin aux lilas (Бузковий сад) і Dark Elegies (Темні елегії). До тридцяти років сам танцював головні ролі.
У 1938 році він разом із членами Рамберта, зокрема майбутнім супутником життя — Х'ю Лейнгом Андре Говардом, також Агнес де Мілль, Пеггі ван Праа, Мод Ллойд та Вальтером Гор, заснував Лондонський балет. У 1940 році, на початку Другої світової війни, Ентоні Тюдора запросили разом з іншими балетмейстрами до Нью-Йорка, де він приєднався до реорганізованого театру балету Річарда Плезанта та Люсії Чейз. Пізніше компанія Чейза повинна була стати Американським театром балету, з яким Тюдор був тісно пов'язаний до кінця свого життя.
Протягом десяти років Ентоні Тюдор був постійним хореографом театру балету. Чоловік переробляв деякі свої попередні роботи, а також створював нові, наприклад, його великий Вогняний стовп (1942), Ромео і Джульєтта, Дім Ластера та Андертау. Покинувши танці в 1950 році, він очолив факультет балетної школи Метрополітен-опери, також з 1950 року періодично викладав у Джуліардській школі і був художнім керівником Королівського шведського балету з 1963 по 1964 рік. Він поставив хореографію для трьох творів Нью-Йоркського балету. Тюдор продовжив свою викладацьку кар'єру як професор балетної техніки на кафедрі танцю Каліфорнійського університету, в Ірвайні з 1973 р. (через серйозні захворювання серця чоловік не міг виконувати повноцінну роботу), приєднавшись до Американського театру балету в 1974 р. Як заступник художнього керівника створив «The Leaves Are Fading» (Листя в'яне) та Tiller in the Fields (Землероб у полі), що є його останньою великою роботою, яка закінчена у 1978 році. З Лейнгом він продовжував проживати у резиденції на пляжі Лагуна, штат Каліфорнія.
Музами, для яких створювались конкретні балети, були Мод Ллойд, Х'ю Лейнг та Нора Кей. Діану Адамс і Саллі Вілсон також можна вважати музами Тюдора, хоча спеціальних балетів для них не створювали.
Як викладач Тюдор був відомий тим, що зосереджувався на фізичних та психологічних деталях своїх учнів, щоб позбавити їх егоїзму, дозволяючи майбутнім танцівникам витіснятись за межі зони комфорту та розширювати свій потенціал. В інтерв'ю Діку Каветту Тюдор сказав: «Вам потрібно позбутися особистої манерності, щоб краще відтворити образ свого персонажу, проте деяким танцівникам важко це зробити. Щоб зламати людину, не потрібно багато зусиль, але тільки у тому разі, якщо ви готові негайно зібрати їх попіл та перетворити танцюристів у Фенікса. Це важка річ, яка також потребує старань.».

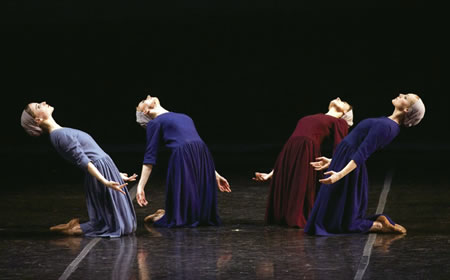
Бостонські артисти балету виконують «Темні елегії» Ентоні Тюдора (2008).

Тюдор був нагороджений медаллю творчих мистецтв Університетом Брандейса, журналом Dance Magazine та нагородами Capezio, медальйоном Генделя в Нью-Йорку, а також Центром Кеннеді та відзнакою Dance/USA. Тюдора ввели до залу слави містера і місіс Корнеліусів Вандербільтів Уітні в Національному музеї танцю в 1988 році.

## Спадщина і трест
Тюдора було визнано одним із найбільш оригінальних танцюристів того часу. Поряд з Джорджем Баланчіном його розглядають як головного перетворювача балету в сучасне мистецтво, але як генія, який використовує балетні форми, а не виходить з них. Його роботи зазвичай розглядаються як сучасний «психологічний» вираз, але — як і їх творець — символ суворості, елегантності та благородства, що насамперед є лише у класичних формах. Михайло Баришніков сказав: «Ми робимо балети Тюдора, тому що повинні. Робота Тюдора — це наша совість».
Дисциплінований дзен- буддист, Тюдор помер у Великодню неділю у своїй резиденції в Першому дзен інституті Америки у віці 79 років.
Тридцять танців Тюдора були задокументовані в « Лабанотації» Бюро танцювальних нотацій. Вступний матеріал партитури містить історію танців, списки акторів, стилістичні ноти, факти про життя Тюдора та інформацію, необхідну для постановки творів (костюми, декорації, освітлення, музика).
Балетний група Тюдора «The Antony Tudor Ballet Trust» була створена для продовження постановки творів хореографа. У своєму заповіті, який подали до Суррогатного суду штату Нью-Йорк у 1987 році, чоловік призначив Саллі Брейлі Блісса єдиною довіреною особою своїх балетів.
Довіра включає таких ретрансляторів (з франц. répétiteurs): Діана Байєр, Джон Гарднер, Айрі Гімнінен, Джеймс Джордан, Дональд Малер, Аманда Маккерроу, Крістофер Ньютон, Кірк Петерсон, Девід Річардсон, Віллі Шивес, Ленс Вествуд, Селія Франка (в пам'ять) і Саллі Вілсон (в пам'ять). Тара Макбрайд є адміністратором тресту.

## Основні твори
(* Балети доступні для виробництва)
- Адам та Єва (1932)
- Аталанта Сходу (1933)
- Велика Британія тріумфує (1953)
- Цереус (1971)
- Коментар хореографа (1960)
- Щодо оракулів (1966)
- Плач Констанції (1932)
- Континуо (1971)
- Крос Гартерд (1931)
- Танцювальні студії (менш православні) (1961)
- Темні елегії (1937)
- День перед весною (1945)
- Шановний від'їзд (1949)
- Зішестя Геба (1935)
- Тьмяний блиск (1943)
- Божественні вершники (1969)
- Відлуння Трумпів (1963)
- Єлизаветинські танці (1953)
- Фанданго (1963)
- Частина вправ (1953)
- Гала-перформанс (1938)
- Галант Асамблея (1937)
- Слава (1952)
- Гойя Пастораль (1940)
- Град і прощання (1959)
- Суд Парижа (1938)
- Помилковий лицар (1968)
- Леді Камелії (1951)
- Листя тьмяніє (1975)
- Легенда про Діка Уіттінгтона (1934)
- Легенда про Хосе (1958)
- Бузковий сад (Jardin Aux Lilas) (1936)
- Маленькі імпровізатори (1953)
- Лісистрата (1932)
- Ліві руки (1951)
- Кадрилі містера Ролла (1932)
- Німбус (1950)
- Оффенбах у підземному світі(1954)
- Парамур (1934)
- Танець балету для трьох танцюристів (1956)
- Пасамецці (1962)
- Паване для немовляти (1933)
- Вогняний стовп (1942)
- Планети (1934)
- Трагедія Ромео і Джульєти (1943)
- Весняний тур (1951)
- Сім інтимних танців (1938)
- Тінь Вітру (1948)
- Тіньова гра (1967)
- Музичний вечір (1938)
- Люкс Airs (1937)
- Соняшники (1971)
- Землероб у полі (1978)
- Таблиця розкладу (1941)
- Тріо з Бріо (1952)
- Відкочування (1945)

## Подальше читання
- Chazin-Bennahum, Judith (1994). The Ballets of Antony Tudor: Studies in Psyche and Satire. New York: Oxford University Press.
- Perlmutter, Donna (1995). Shadowplay: The Life of Antony Tudor. NYC: Limelight Editions. ISBN 978-0-87910-189-3.